# دينا تريس
دينا تريس (بالإنجليزية: Dynatrace) هي شركة تكنولوجيا متعددة الجنسيات أمريكية تقدم منصة للرصد والمراقبة. يُستخدم برنامجها لمراقبة وتحليل وتحسين أداء التطبيقات، وتطوير البرمجيات، وممارسات الأمن السيبراني، وبنية تكنولوجيا المعلومات التحتية، وتجربة المستخدم.
تستخدم Dynatrace نوعًا مملوكًا من الذكاء الاصطناعي يُسمى Davis لاكتشاف ورسم خرائط ومراقبة التطبيقات، والخدمات الصغيرة (microservices)، ومنصات تنظيم الحاويات مثل Kubernetes، وبنية تكنولوجيا المعلومات التحتية التي تعمل في بيئات الشبكات المتعددة السحب (multicloud)، والسحب الهجينة (hybrid-cloud)، والشبكات الواسعة النطاق.